# Okręg wyborczy Maidstone and The Weald
Okręg wyborczy Maidstone and The Weald - zniesiony w 2023 roku okręg wyborczy, który powstał w 1560 r. i wysyłał do angielskiej, a następnie brytyjskiej, Izby Gmin dwóch deputowanych. W 1885 r. liczbę deputowanych przypadających na okręg zmniejszono do jednego. Okręg położony był w hrabstwie Kent. W latach 1560–1997 nosił nazwę Maidstone.

## Deputowani do brytyjskiej Izby Gmin z okręgu Maidstone and The Weald

### Deputowani w latach 1560–1660
- 1604–1611: Francis Fane
- 1620–1622: Francis Fane
- 1640–1646: Francis Barneham
- 1640–1648: Humfrey Tufton
- 1647–1648: Thomas Twisden
- 1654–1655: John Banks
- 1656–1658: John Banks
- 1659: John Banks
- 1659: Andrew Broughton

### Deputowani w latach 1660–1885
- 1660–1660: Thomas Twisden
- 1660–1679: Robert Barnham
- 1660–1661: Edward Hales
- 1661–1668: Edmund Pierce
- 1668–1679: Thomas Harlackenden
- 1679–1685: John Tufton
- 1679–1679: John Darell
- 1679–1685: Thomas Fane
- 1685–1689: Archibald Clinkard
- 1685–1689: Edwin Wyatt
- 1689–1696: Thomas Taylor
- 1689–1690: Caleb Banks
- 1690–1695: Thomas Rider
- 1695–1698: John Banks
- 1696–1698: Thomas Rider
- 1698–1702: Robert Marsham
- 1698–1702: Thomas Bliss
- 1702–1702: Thomas Roberts
- 1704–1705: Heneage Finch
- 1704–1708: Thomas Bliss
- 1705–1713: Thomas Culpeper
- 1708–1716: Robert Marsham
- 1713–1715: Samuel Ongley
- 1715–1723: Thomas Culpeper
- 1716–1722: Barnham Rider
- 1722–1740: John Finch
- 1723–1727: Barnham Rider
- 1727–1734: Thomas Hope
- 1734–1741: William Horsemonden-Turner
- 1740–1741: Robert Fairfax
- 1741–1747: Heneage Finch, lord Guernsey
- 1741–1747: John Bligh
- 1747–1753: William Horsemonden-Turner
- 1747–1754: Robert Fairfax
- 1753–1761: Gabriel Hanger, torysi
- 1754–1757: Heneage Finch, lord Guernsey
- 1757–1761: Savile Finch
- 1761–1768: Rose Fuller, wigowie
- 1761–1768: William Northey, torysi
- 1768–1774: Charles Marsham
- 1768–1774: Robert Gregory
- 1774–1784: Horatio Mann
- 1774–1777: Heneage Finch, lord Guernsey
- 1777–1780: Charles Finch
- 1780–1796: Clement Taylor
- 1784–1788: Gerard Noel
- 1788–1806: Matthew Bloxham
- 1796–1802: Oliver de Lancey
- 1802–1806: John Hodsdon Durand
- 1806–1818: George Simson
- 1806–1812: George Longman
- 1812–1818: Samuel Egerton Brydges
- 1818–1837: Abraham Wildey Robarts, wigowie
- 1818–1820: George Longman
- 1820–1830: John Wells
- 1830–1831: Henry Winchester
- 1831–1835: Charles James Barnett, wigowie
- 1835–1838: Wyndham Lewis, Partia Konserwatywna
- 1837–1841: Benjamin Disraeli, Partia Konserwatywna
- 1838–1841: John Minet Fector, Partia Konserwatywna
- 1841–1852: Alexander Beresford Hope, Partia Konserwatywna
- 1841–1853: George Dodd, Partia Konserwatywna
- 1852–1857: James Whatman, wigowie
- 1853–1857: William Lee, wigowie
- 1857–1859: Alexander Beresford Hope, Partia Konserwatywna
- 1857–1859: Edward Scott, Partia Konserwatywna
- 1859–1870: Charles Buxton, Partia Liberalna
- 1859–1865: William Lee, Partia Liberalna
- 1865–1874: James Whatman, Partia Liberalna
- 1870–1880: John Lubbock, Partia Liberalna
- 1874–1880: Sydney Waterlow, Partia Liberalna
- 1880–1885: Alexander Henry Ross, Partia Konserwatywna
- 1880–1885: John Freke-Aylmer, Partia Konserwatywna

### Deputowani po 1885
- 1885–1888: Alexander Henry Ross, Partia Konserwatywna
- 1888–1895: Fiennes Cornwallis, Partia Konserwatywna
- 1895–1898: Frederick Hunt, Partia Konserwatywna
- 1898–1900: Fiennes Cornwallis, Partia Konserwatywna
- 1900–1901: John Barker, Partia Liberalna
- 1901–1906: Francis Evans, Partia Liberalna
- 1906–1915: Charles Vane-Tempest-Stewart, wicehrabia Castlereagh, Partia Konserwatywna
- 1915–1931: Carlyon Bellairs, Partia Konserwatywna
- 1931–1959: Alfred Bossom, Partia Konserwatywna
- 1959–1987: John Wells, Partia Konserwatywna
- 1987–: Ann Widdecombe, Partia Konserwatywna